# Leopold Zuntz

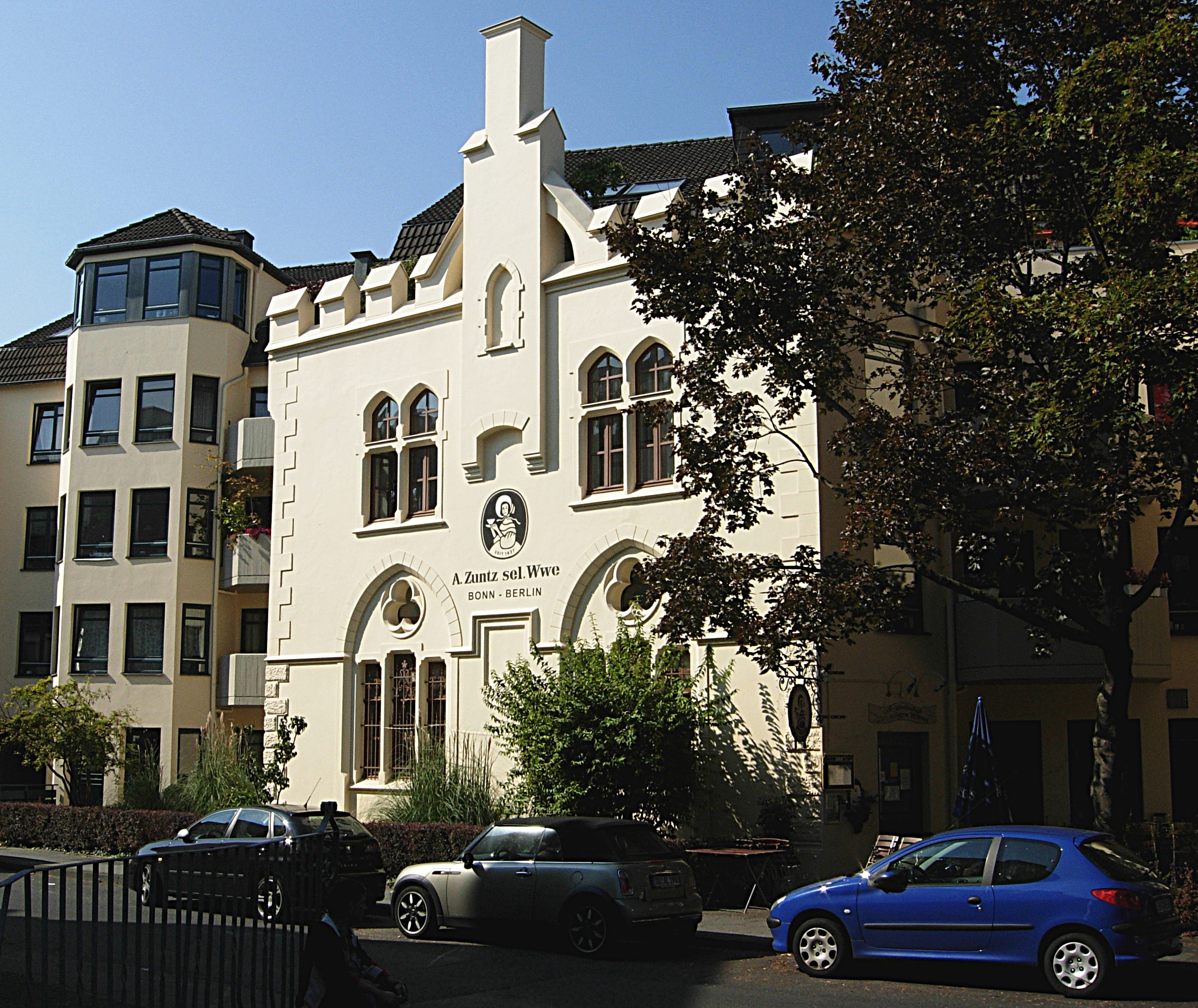
Fassade der Kaffeerösterei Zuntz in Bonn

Leopold Zuntz (* 24. August 1813 in Frankfurt am Main; † 13. Juni 1874 in Bonn) gründete 1837 mit seiner Mutter Rachel Zuntz das Kaffeeunternehmen A. Zuntz sel. Wwe., das von Bonn aus deutschlandweit und nach Belgien expandierte und Hoflieferant unter anderem des deutschen Kaisers war. Er war jüdischen Glaubens und galt als liberaler Jude.

## Leben
Leopold Zuntz entstammte der Ehe des in Frankfurt lebenden Amschel (Ascher) Herz Zuntz (1778–1814) und dessen Ehefrau Rachel Zuntz, geborene Hess, und wuchs bis 1817 in Frankfurt am Main auf, um danach mit seiner Mutter nach Bonn zurückzukehren.
Seine Ausbildung erhielt er ab 1827 im Betrieb seines Großvaters, des Kaffee- und Kolonialwarenhändlers Nathan David Hess. Nach dem Tode seiner Mutter übernahm er das Unternehmen und arbeitete seinen zweitgeborenen Sohn Albert Zuntz (1849–1881) ein, der nach dem Tode seines Vaters 1874 den Betrieb fortführte und 1879 eine Niederlassung in Berlin eröffnete.

## Familie
Leopold Zuntz heiratete 1846 die aus Kassel stammende Julia Katzenstein (1822–1872), mit der er fünf Söhne und sechs Töchter hatte, von denen die 1863 letztgeborenen Zwillinge Richard Zuntz (1863–1910) und Mathilde Zuntz hießen. Sein erstgeborener Sohn war der Physiologe Nathan Zuntz.